# Wren (krater)
För andra betydelser, se Wren.
Wren är en nedslagskrater på planeten Merkurius. Wren är ungefär 204 kilometer i diameter.
1979 namngavs den efter den brittiske astronomen sir Christopher Wren.